# Chilatherina sentaniensis
Chilatherina sentaniensis är en fiskart som först beskrevs av Weber, 1907.  Chilatherina sentaniensis ingår i släktet Chilatherina och familjen Melanotaeniidae. IUCN kategoriserar arten globalt som akut hotad. Inga underarter finns listade i Catalogue of Life.